# إيفيلين دال
إيفيلين دال (بالإنجليزية: Evelyn Dall)‏ هي مغنية وممثلة أمريكية، ولدت في 8 يناير 1918 في نيويورك في الولايات المتحدة، وتوفيت في 10 مارس 2010 بسبب مرض.

## وصلات خارجية
- إيفيلين دال على موقع IMDb (الإنجليزية)
- إيفيلين دال على موقع ميوزك برينز (الإنجليزية)
- إيفيلين دال على موقع أول موفي (الإنجليزية)
- إيفيلين دال على موقع ديسكوغز (الإنجليزية)
- إيفيلين دال على موقع قاعدة بيانات الفيلم (الإنجليزية)
- إيفيلين دال على موقع كينوبويسك (الروسية)